# Rio-Antirio
Most Rio-Antirio (grčki: Γέφυρα Ρίου-Αντιρρίου), službeno "most Charilaos Trikoupis" po državniku koji ga je prvi zagovarao, je most u Grčkoj koji premošćuje Korintski zaljev kod Patrasa, spajajući gradove Rio, na Peleponezu, i Antirio na glavnom grčkom kopnu.